# Hemilepistus klugii
Hemilepistus klugii là một loài chân đều trong họ Trachelipodidae. Loài này được Brandt miêu tả khoa học năm 1833.